# Ctenopelma balsameae
Ctenopelma balsameae là một loài tò vò trong họ Ichneumonidae.